# Northrop Grumman Guardian

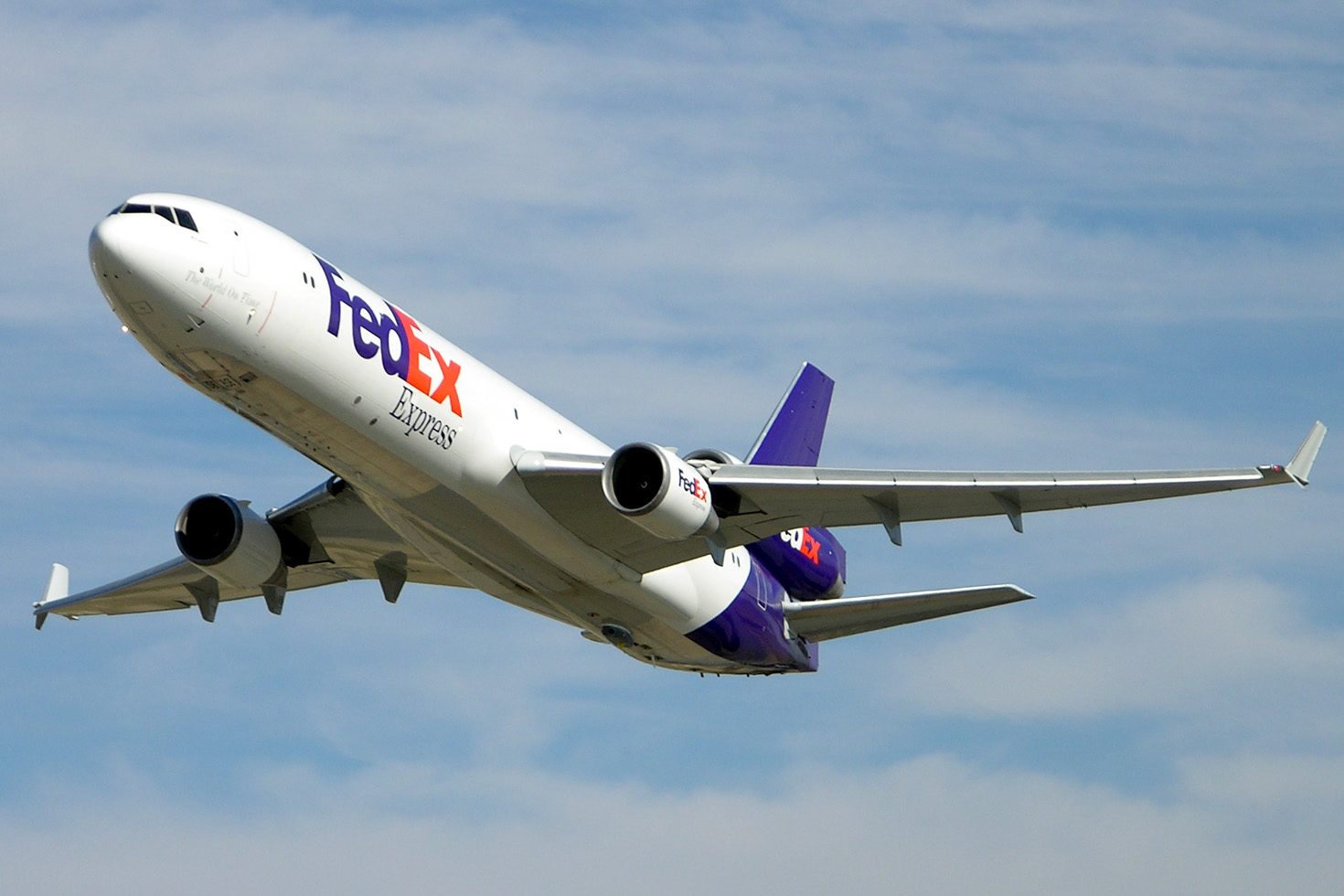
FedEx McDonnell Douglas MD-11 beim Flugtest-Programm des Guardian (montiert unter dem Rumpf)

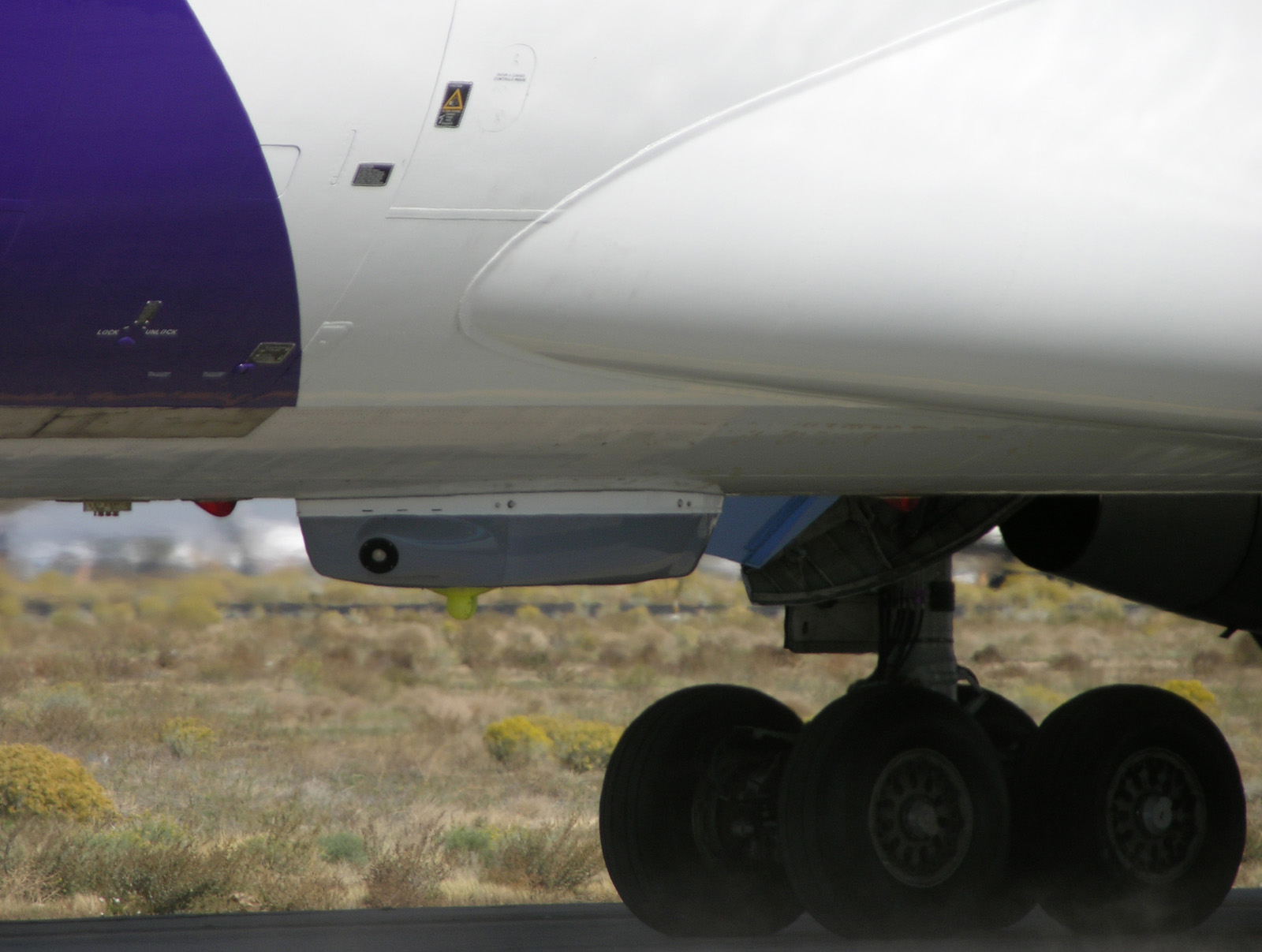
Guardian unter FedEx MD-11 während der Flugtests

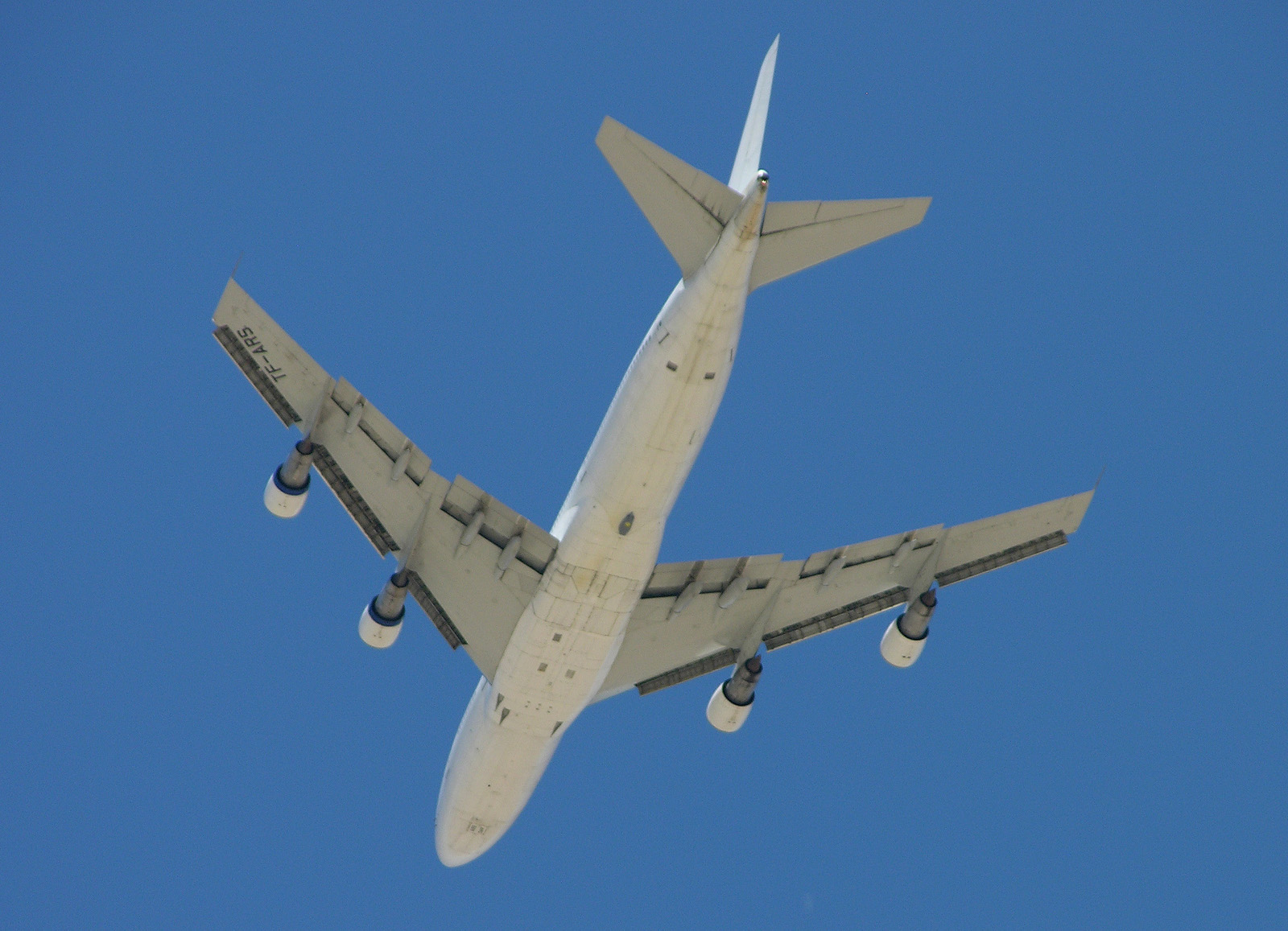
Guardian an einer 747 im Mai, 2006

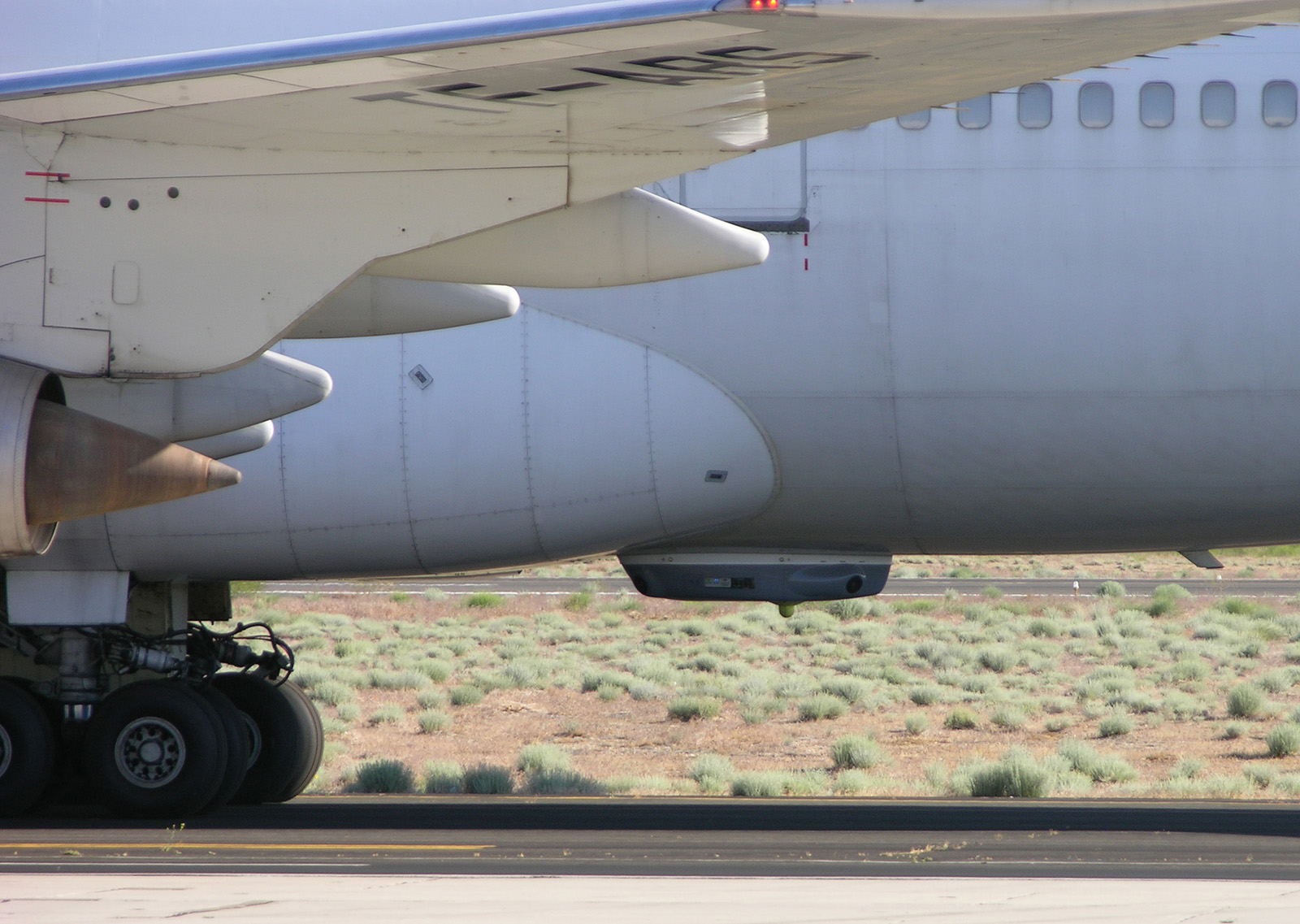
Guardian an einer 747

Das Northrop Grumman Guardian ist ein passives Raketenabwehrsystem für Zivilflugzeuge der Firma Northrop Grumman. Es wurde zur Abwehr von leichten infrarotgelenkten Ein-Mann-Boden-Luft-Raketen (MANPADS), wie z. B. Stinger und Strela, entwickelt.

## Hintergrund
In den letzten Jahrzehnten verbreiteten sich tragbare Boden-Luft-Raketen weltweit sehr stark. So gelangten beispielsweise die Taliban durch die Lieferung von Stinger-Raketen aus den USA im Afghanistan-Krieg der Sowjetunion in den Besitz solcher Raketen. Auch der Zusammenbruch der Sowjetunion selbst trug einiges dazu bei, dass auf dem weltweiten Schwarzmarkt für Waffen bald solche Systeme für unter 5000 US-Dollar zu kaufen waren. Nachdem z. B. 2002 in Mombasa, 2003 in Bagdad und 2007 in Mogadischu Zivilflugzeuge mit solchen Waffen angegriffen wurden, initiierte das Ministerium für Innere Sicherheit der Vereinigten Staaten im Januar 2004 ein Programm, welches die Modifikation von militärischen Raketenabwehrsystemen für Zivilflugzeuge vorsah.
Man schätzt, dass von den weniger als 100.000 produzierten Startgeräten für schultergestützte Flugabwehrraketen (MANPADS) einige in die Hände nichtstaatlicher Organisationen gelangt sind. Laut Jane’s Intelligence Review verfügten 2001 sicher 13 dieser Gruppen über schultergestützte Flugabwehrsysteme. Einige davon werden als terroristisch eingeschätzt. Neben al-Qaida bzw. deren Unterorganisationen, zählen dazu u. a. die FARC, die Hisbollah und die LTTE. Von 14 weiteren nichtstaatlichen Gruppierungen wird angenommen, dass sie über derartige Systeme verfügen.
Bei terroristischen Angriffen sind zwischen 1975 und heute, in bis zu 40 Fällen mit bis zu 760 Todesopfern, schultergestützte Flugabwehrraketen erfolgreich gegen Verkehrsflugzeuge benutzt worden. Die nach den Terroranschlägen am 11. September 2001 wachsende Besorgnis und fehlgeschlagene Anschläge in Mombasa (2002), Bagdad (2003) und später in Mogadischu (2007) führten zuerst in Israel zu Überlegungen, Flare-Systeme in Verkehrsflugzeugen zu verwenden. Der im US-Kongress gemachte Vorstoß, dies auf bestimmten Routen zur Pflicht zu machen, wurde 2006 wegen zweifelhaftem Nutzen, aus Kostengründen und dem Widerspruch der Airlines nicht umgesetzt.

## Entwicklung und Technik
Das System ist mit einem Multiband-Infrarot-Laser ausgerüstet und stört durch Blendung die Infrarot-Suchköpfe der anfliegenden Raketen. Es basiert auf dem militärischen AAQ-24-Nemesis-System, welches zum Beispiel in der C-17, MC-130 und CV-22 verwendet wird. Es arbeitet vollautomatisch und erkennt durch eine Reihe von Sensoren anfliegende Raketen anhand der von ihrem Triebwerk ausgehenden Wärmestrahlung. Diese Informationen werden durch Computer verarbeitet und einem Zielverfolgungssystem übergeben, welches den Laser auf die Rakete ausrichtet und so die Rakete dazu bringt, vom Ziel abzuweichen. Damit ist es anders als bei Flare-Systemen nicht nötig, dass der Pilot den Abschuss der Rakete bemerkt, wozu er aufgrund seines eingeschränkten Sichtfeldes nahezu keine Möglichkeit hat.
Das etwa eine Million US-Dollar teure System (pro Einheit) ist in einem abnehmbaren Behälter von 45,7 cm Höhe und rund 250 kg Gewicht an der Unterseite des Flugzeugs befestigt.

## Einsatz
Nach Herstellerangaben hat das System Mitte Oktober 2007 12.000 Betriebsstunden bei 2500 Linienflügen erreicht und ist bisher in neun zivilen Großraumflugzeugen installiert.